# Ylvingen
Ylvingen est une localité de l'île du même nom, Ylvingen, dans le comté de Nordland, en Norvège.

## Géographie
Administrativement, Ylvingen fait partie de la kommune de Vega.